# Kelsey Bevan
Pour les articles homonymes, voir Bevan.
Kelsey Bevan, née le 10 avril 1990 à Auckland, est une rameuse néo-zélandaise.

## Palmarès

### Championnats du monde
| Discipline       | Amsterdam 2014 Pays-Bas | Aiguebelette 2015 France | Sarasota 2017 États-Unis | Ottensheim 2019 Autriche |
| ---------------- | ----------------------- | ------------------------ | ------------------------ | ------------------------ |
| Quatre de pointe | Or                      |                          |                          |                          |
| Huit             |                         | Argent                   | Bronze                   | Or                       |